# Macaduma sericeoides
Macaduma sericeoides är en fjärilsart som beskrevs av Rothschild 1912. Macaduma sericeoides ingår i släktet Macaduma och familjen björnspinnare. Inga underarter finns listade i Catalogue of Life.